# Елбриџ Џери
Елбриџ Томас Џери (енгл. Elbridge Thomas Gerry; Марблхед, 17. јул 1744 — Вашингтон, 23. новембар 1814) је био амерички државник и дипломата. Као представник Демократско-републиканске партије је изабран за 5. Потпредседника Сједињених Држава, за време мандата председника Џејмса Медисона. На дужности потпредседника је био од 1813. до своје смрти, 1814. године.
Џери је био један од потписника Декларације независности и Чланака конфедерације. Био је један од тројице који су одбили да потпишу Устав Сједињених Држава јер Устав тада није укључивао Повељу о правима. Џери је касније постао 9. гувернер Масачусетса. Остао је упамћен по томе што је по њему добио име израз џеримандеринг, поступак прекрајања изборних јединица како би одређена партија имала бољи изборни резултат.

## Политичка каријера
Џери је био делегат Масачусетса на Континенталном конгресу од фебруара 1776. до 1780. На истој дужности је био и од 1783. до септембра 1785. 1786. се оженио са Ен Томпсон, ћерком богатог њујоршког трговца, 21 годину млађом од њега. 1787. је присуствовао Уставној конвенцији Сједињених Држава, и био је један од делегата који су гласали против Устава (придруживши се Џорџу Мејсону и Едмунду Рандолфу који нису потписали Устав). Изабран је у Представнички дом под новом националном владом, и служио је у Конгресу од 1789. до 1793.
Изненадио је своје пријатеље поставши снажан присталица нове владе. Толико је срчано подржавао извештаје Александра Хамилтона о јавном кредиту, укључујући преузимање државних дугова, и подржавао је Хамилтонову нову Банку Сједињених Држава, да је сматран водећим прваком федералиста. Био је председнички електор за Џона Адамса на изборима 1796. а Адамс га је поставио за члана кључне делегације у Француској, која је понижена у XYZ афери. Остао јео у Француској након што су се двојица његових колега вратили, и федералисти су га оптужили да подржава Французе. Вратио се у Сједињене Државе у октобру 1798. и прешао у Демократско-републиканску странку 1800. године.
Био је неуспешан демократско-републикански кандидат за гувернера Масачусетса 1800, 1801, 1802. и 1803. године. 1810. је коначно изабран за Гувернера Масачусетса као демократа-републиканац. Поново је изабран 1811. али је поражен 1812. због подршке закону о промени изборних јединица, због кога је настала реч џеримандеринг. Изабран је за потпредседника у администрацији председника Џејмса Медисона. Умро је за време трајања мандата.

## Џеримандеринг
1812. је скован израз „џеримандеринг“, када је у Масачусетсу извршена промена изборних округа како би партија гувернера Џерија боље прошла на изборима. Гувернерова стратегија је била да већину федералиста сакупи у један округ, у коме ће федералисти победити, док би његова партија, демократе-републиканци онда имали већину у свим осталим окрузима. Израз је временом ушао у политички речник, и остао је у употреби све до данас.